# La familia al completo
La familia al completo (el original en inglés The Whole Family: a Novel by Twelve Authors) publicada en 1908, es una novela colaborativa contada en doce capítulos, cada uno de ellos escrito por un autor. Este tipo de proyecto, bastante inusual, fue concebido por el novelista William Dean Howells y se llevó a cabo bajo la dirección de la editora de Harper’s Bazaar Elizabeth Jordan, quien, como el propio Howells, terminaría escribiendo un capítulo de la novela. La idea que tuvo Howells para la novela fue la de mostrar cómo el compromiso o matrimonio de alguien puede afectar y ser afectado por una familia al completo. El proyecto tomó un cariz curioso por las propias relaciones polémicas que había entre los autores y que reflejaban el tipo de familia disfuncional que describían en sus capítulos. Howells quería que Mark Twain fuera uno de los autores, pero finalmente no participó. Además de Howells, Henry James fue, muy probablemente, el autor más conocido que tomó parte en el proyecto. La novela se publicó por entregas en Harper’s Bazaar en 1907-08 y como un libro a finales de 1908 (también por Harper’s).

## Capítulos y autores
1. El padre by William Dean Howells
2. La tía soltera by Mary E. Wilkins Freeman
3. La abuela by Mary Heaton Vorse
4. La nuera by Mary Stewart Cutting
5. La colegiala by Elizabeth Jordan
6. El yerno by John Kendrick Bangs
7. El hijo casado by Henry James
8. La hija casada by Elizabeth Stuart Phelps Ward
9. La madre by Edith Wyatt
10. El colegial by Mary Raymond Shipman Andrews
11. Peggy by Alice Brown
12. El amigo de la familia by Henry van Dyke

El autor más pagado fue Ward, que solicitó 750$. Le siguieron Van Dyke (600$), Brown (500$), James (400$), Cutting (350$), Freeman (250$) y finalmente Howells, que contribuyó sin sueldo adicional.

## Argumento
En el primer capítulo, Howells presenta a la familia Talbert: de clase media, residentes en Nueva Inglaterra y propietarios de objetos de plata que sirven de jarras de hielo y otros objetos comunes de casa. Peggy Talbert, la hija, acaba de regresar de la universidad mixta comprometida con un joven inofensivo pero débil llamado Harry Goward.
Con el tiempo, después de muchos giros y enredos presentados por los colaboradores, se descarta a Harry Goward como candidato y envían a la tía Elizabeth a Nueva York para que busque a otro más adecuado para Peggy. El ganador termina siendo un profesor de universidad llamado Sillman Dane, con quién Peggy se casa y la pareja se marcha a Europa de luna de miel con el hermano de Peggy, Charles, y su mujer Lorraine.

## Composición e historia de la publicación

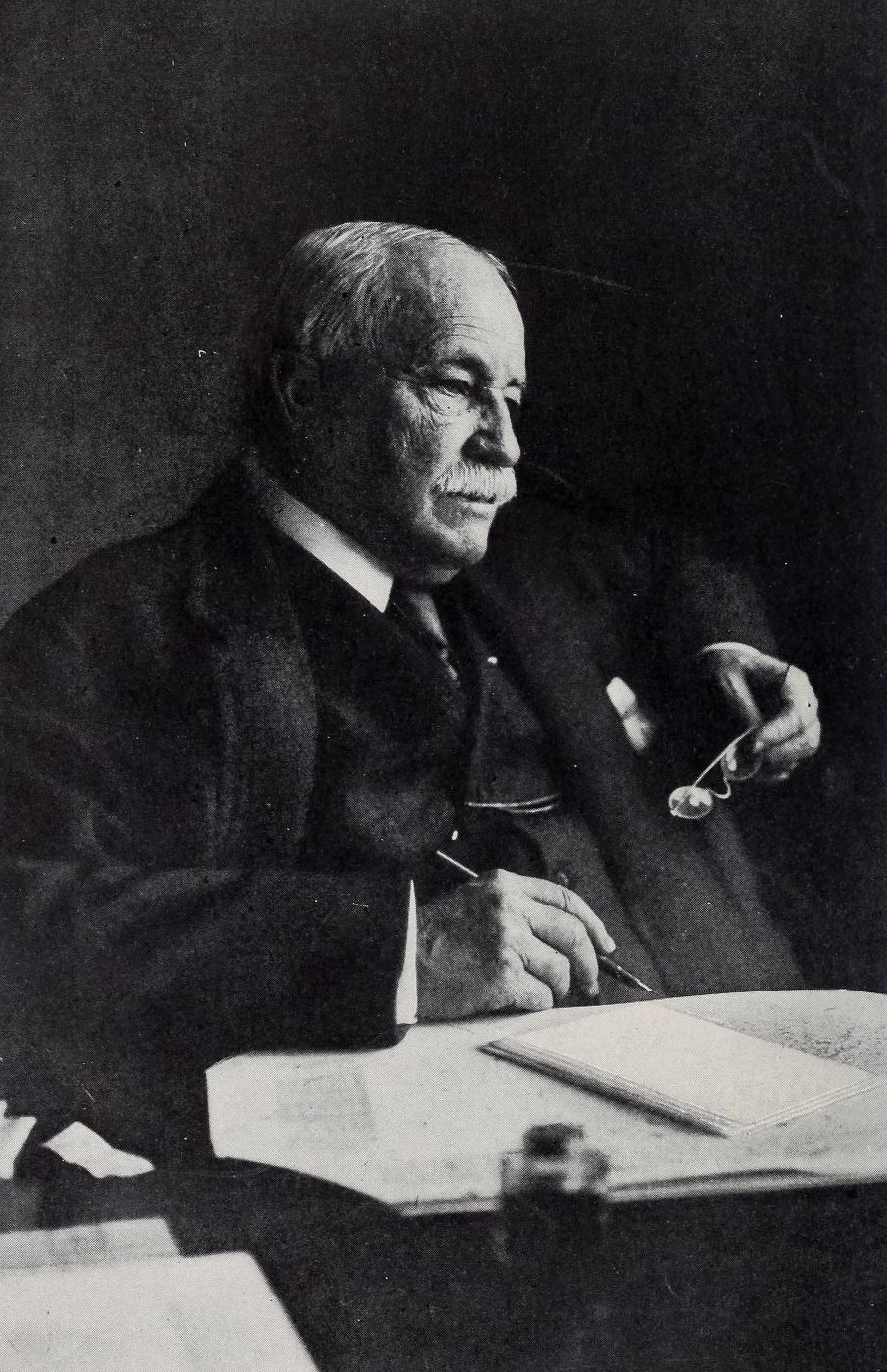
William Dean Howells pensó en este proyecto de colaboración en la primavera de 1906.

William Dean Howells ideó este proyecto en la primavera de 1906 como un ejemplo representativo de su característico estilo literario, el Realismo. Reclutó la ayuda de la entonces editora de Harper’s Bazaar, Elizabeth Jordan, y concibió el libro como una oportunidad para crear “un espacio de interés para la familia de autores de Harper’s”. Jordan estaba ilusionada y esperaba “reunir al mejor, más grande, más maravilloso grupo de autores que jamás habían participado en una producción literaria”. Mark Twain pudo haber inspirado esta idea de colaborar un tiempo antes con un proyecto similar que lo incluía a él mismo, a Thomas Bailey Aldrich, a Bret Harte y otros, pero la idea nunca se llevó a cabo. Para La familia al completo, le ofrecieron a Twain escribir el capítulo del escolar desenfadado, pero lo rechazó.
Howells estaba preocupado por quiénes serían los autores que colaborarían, especialmente teniendo en cuenta que él mismo quería participar. Como le escribió a Jordan, “Si crees que el plan no se corresponde con los escritores sensatos y capaces que propones, será mejor que lo desestimemos. No me gustaría que mi nombre estuviera al lado de escritores jóvenes e inexpertos”. Jordan comenzó a buscar colaboradores, aunque sólo la mitad de los que contactó accedieron a participar en el proyecto. Howells ya había presagiado que ni Edith Wharton ni Henry James estarían dispuestos, aunque finalmente James sí que contribuyó. De hecho, James quedó impresionado inmediatamente con la idea y escribió a Jordan para comunicarle que estaba interesado en escribir cualquier capítulo que le asignaran. Hamlin Garland rechazó participar y Kate Douglas Wiggin se retiró tras haber accedido en un principio.
La intención de Howells era que cada autor examinara el impacto que tenía el compromiso de Peggy en cada miembro de la familia Talbert. Sin embargo, el segundo capítulo, de Mary E. Wilkins Freeman, frenó en seco las intenciones de Howells. Freeman contradijo las referencias que había dado Howells de la tía solterona (una tranquila y vieja solterona) al transformarla de un personaje secundario que daba pena a uno protagonista al que había que envidiar. Su personaje, la tía Elizabeth o “Lily”, fue en su lugar una mujer sexualmente atractiva y viva que disfrutaba las atenciones del prometido de Peggy.
Jordan, que también era soltera, quedó impresionada por el personaje de Freeman y por la “inmersión de una mujer tan explosiva en nuestro hogar literario” como ella lo llamó, aunque tuvo que hacer frente a las respuestas negativas por parte de sus otros colaboradores, especialmente Howells y van Dyke. Howells, que nunca se había sentido cómodo con exponer la sexualidad tan abiertamente, se apartó de la concepción subida de tono de Freeman al chocar con la que él tenía en mente de una señora mayor inofensiva. Henry van Dyke, que terminaría escribiendo el último capítulo, reaccionó con humor y preocupación en una carta a Jordan:

¡Cielos! ¡Qué catástrofe! ¿Quién hubiera pensado que la tía solterona se volvería loca en el segundo capítulo? Pobre mujer. Pelirroja y un sombrero rosa y chicos, y chicos con nudos y lazos por toda la ropa. ¿Qué diría el señor Howells? Creo que es un trabajo cruel sin lugar a dudas presentar al mundo a esta respetable solterona con esta actitud".

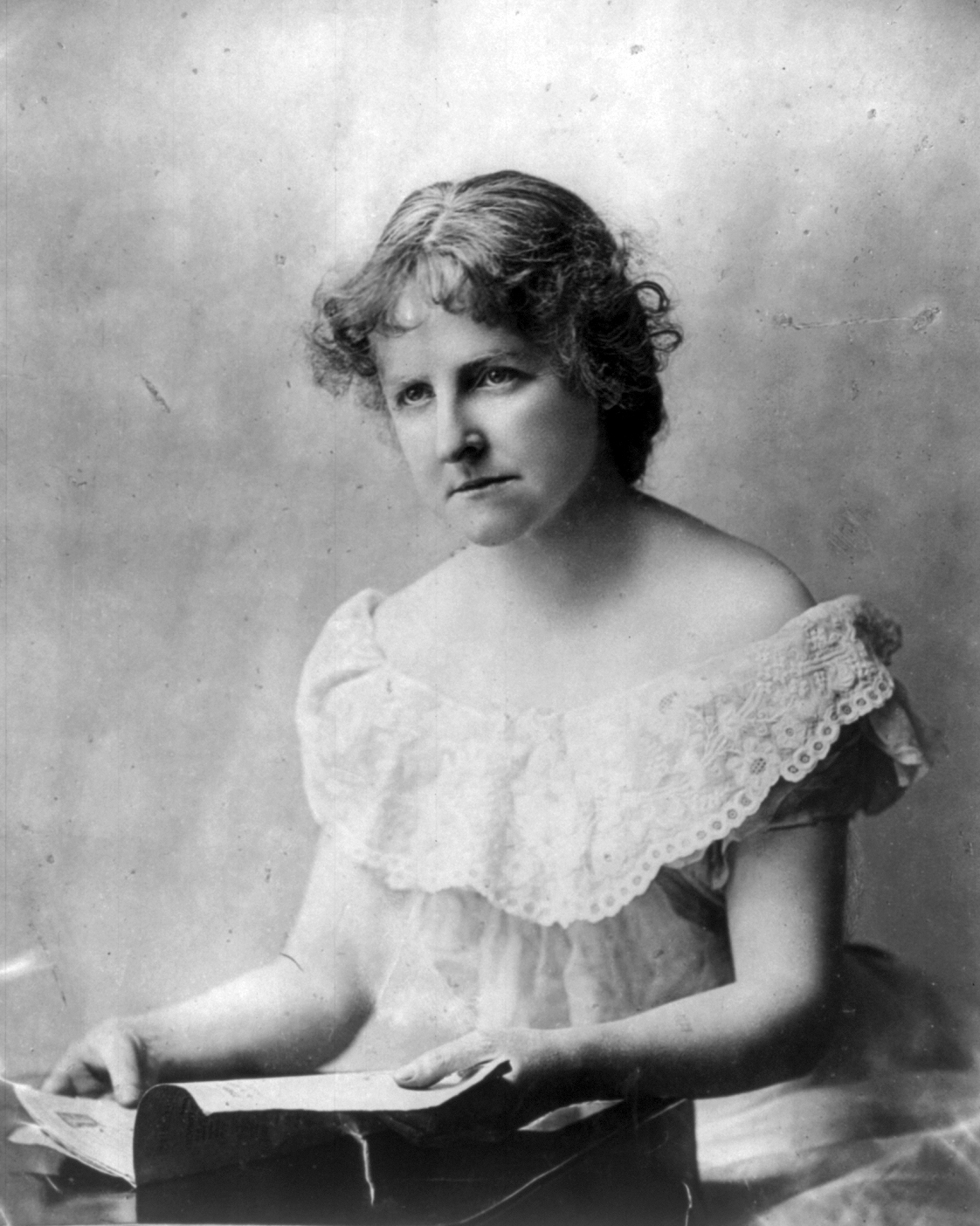
El capítulo de Mary Wilkins Freeman "La vieja solterona” fue muy controvertido entre sus colaboradores.

Por su parte, Freeman, que había sido soltera hasta los 49 años, se defendió ante Jordan mencionando el cambio en el papel de la mujer soltera:

El hecho de estar soltera es una decisión deliberada y los hombres están a sus pies. Las mujeres solteras han alcanzado y sobrepasado a los viejos solteros del siglo pasado. No creo que el señor Howells sea consciente de esto. Él está pensando en la época en la que las mujeres de treinta años se ponían la cofia y renunciaban al mundo. Esto se debía a que se casaban a los quince o dieciséis y a los treinta tenía ya una docena de hijos. Ahora ya no lo hacen.

Como han señalado los críticos posteriormente, el resto de la novela fue un esfuerzo por parte del resto de autores que tenían que hacer frente a esta presentación de la tía Elizabeth como una mujer atractiva que compite con Peggy por las atenciones de su prometido.
El libro apareció por entregas en Harper’s Bazaar entre 1907 y 1908. En este formato, los capítulos se publicaron de forma anónima, aunque los acompañaba una lista de los colaboradores y una nota en tono de burla que declaraba que “un lector inteligente no tendrá problema en adivinar qué autor escribió cada capítulo... probablemente”. Elizabeth Jordan empleó más tarde el carácter colaborativo del proyecto para el libro The Sturdy Oak (1917), en que participaron varios autores a favor del sufragio feminista.

## Temas principales
Los críticos, tanto de la época como actuales, se han centrado más en las interacciones que hubo entre los escritores que en la esencia real del libro. Resaltan así cómo cada autor parecía querer dirigir la novela a su particular visión del argumento y de los personajes.
La transformación por parte de Freeman de la tía soltera en una mujer seductora e independiente ha dado mucho que hablar, tanto a favor como en contra. Las críticas feministas alabaron a Freeman por imaginarse a la tía Elizabeth como una mujer viva de espíritu e inteligencia. Otras, como la colaboradora Alice Brown, pensaban que la tía Elizabeth era una proyección cohibida de los asuntos personales de Freeman. Brown pensaba que Freeman intentaba reaccionar inconscientemente ante la idea de hacerse mayor (en 1902, a la edad de 49 años, Freeman se casó con un hombre siete años menor que ella y el matrimonio terminó siendo infeliz). Cualquiera que fuera la verdad de esta conjetura, el penúltimo capítulo, escrito por Brown, terminó atando los cabos sueltos y resolviendo las dificultades de la colaboración.
El tratamiento que el libro le daba a los temas de la familia, matrimonio y roles de las mujeres en la sociedad ha generado ciertos comentarios, marcados por la ideología de sus oradores. Todo tipo de críticos han admirado a la editora Elizabeth Jordan por el control firme que tuve de lo que a veces debió de parecer un proyecto polémico e imposible. Edith Wyatt, por ejemplo, escribió en principio un capítulo imposible de publicar que constaba de una serie de cartas que rompían la armonía del libro, por lo que Jordan la convenció para que lo reescribiera. Más tarde llegaron los inevitables problemas con los pagos. Muchos autores reclamaron una generosa compensación; Elizabeth Stuart Phelps solicitó al menos 750$ que equivaldrían a 15.000$ hoy en día. Y el simple hecho de reunir al grupo de autores no fue una tarea fácil ya que algunos escritores, como Mark Twain, rechazaron colaborar en lo que algunos llamaron una treta literaria.

## Críticas

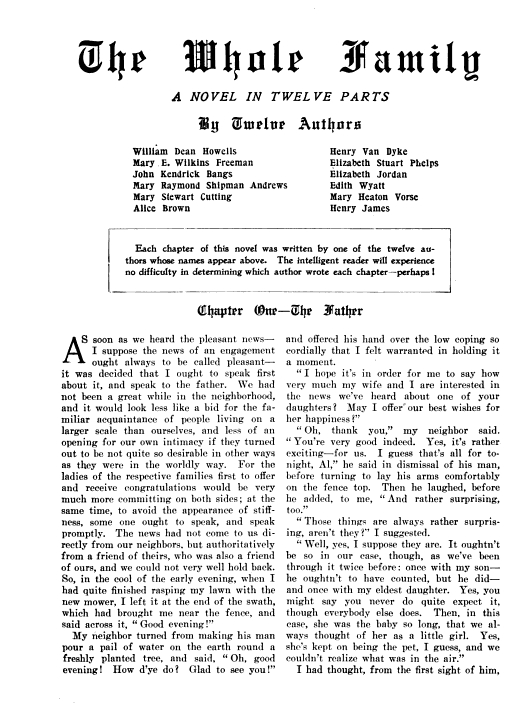
Primera página del primer capítulo de La Familia Entera como se publicó en Harper's Bazar en diciembre de 1907.

La recepción de la novela en su época fue favorable, con buen número de ventas y críticas positivas en su mayoría. Además, su popularidad se acrecentó por la novedad del tipo de proyecto y por el divertimento que suponía adivinar qué autores habían escrito qué, así como por los rumores de las peleas internas que había habido entre los colaboradores.
Varios años después de la publicación del libro, Elizabeth Jordan exclamó en su autobiografía: “¡La familia al completo fue un lío desastroso!”. El crítico Alfred Bendixen simpatizó con ella cuando escribió: ”Según se fue desarrollando La familia al completo, el argumento se fue centrando cada vez más en los malentendidos y rivalidades familiares, que no eran más que un reflejo de las rivalidades artísticas de los creadores. Escribir la novela era tanto un concurso como una colaboración, con cada autor intentando imponer su visión en todo el conjunto”. 
En su largo, denso y profundo capítulo, cargado de reminiscencias retóricas propias de sus últimas novelas, Henry James hace Charles Talbert, el hijo artístico, vaya contra las frustraciones que él y su mujer Lorraine, que también tiene inclinaciones artísticas, experimentan por culpa de la realidad claustrofóbica que es la vida familiar en la pequeña ciudad en la que viven en Nueva Inglaterra:

De hecho, es precisamente sumidos en esa grata desesperación como transcurren nuestros días, como afrontamos la anodina perspectiva del porvenir, como vamos y venimos, como conversamos y como fingimos, como nos relacionamos con el resto de la Familia –todo cuando nos lo permite nuestra hiperpigmentada hipocresía-, como cenamos los domingos con los Padres y como conseguimos salir del trance con una modesta pero virtuosa aura. Así es también como cuidamos el aspecto diario que lucimos en las Obras, un detalle de tan vaga utilidad en estos días que soy plenamente consciente (Lorraine no tanto) del profundo regocijo que suscito en la oficina, si bien no dejo de reconocer que todos se cuidan mucho, de forma harto admirable y caritativa, de comentar nada al respecto: ¡benditos sean los queridos y sencillos corazones de la mayoría de esas personas!

James podría haber hablado perfectamente de las frustraciones que sentían muchos de los autores con su “familia” de colaboradores.

## Otras lecturas
- The Whole Family, prólogo de June Howard, introducción de Alfred Bendixen, Duke University Press 2001 ISBN 0-8223-2838-0
- Publishing the Family de June Howard, Duke University Press 2001 ISBN 0-8223-2771-6